# Inés Salzillo
Inés Salzillo va ser una pintora espanyola del segle xviii (nascuda en 1707, morta en 1783) que treballava en el taller familiar dels Salzillo encarregant-se de realitzar l'estofat i del daurat de les imatges realitzades en el taller familiar.
Malgrat les poques referències que es disposa d'Agnès Salzillo, és considerada com una professional de l'estofat i la responsable de l'aplicació d'aquesta tècnica pictòrica a les figures tallades en els tallers del seu germà Francisco Salzillo, i encarregada també de la pintura de les teles i vestidures d'aquestes.
Encara que Agnès va aconseguir gran fama en la tècnica de l'estofat va haver d'abandonar el seu treball, com era costum en la seva època, en contreure matrimoni.